# Oxysarcodexia villosa
Oxysarcodexia villosa är en tvåvingeart som beskrevs av Guilherme A.M.Lopes 1946. Oxysarcodexia villosa ingår i släktet Oxysarcodexia och familjen köttflugor. Inga underarter finns listade i Catalogue of Life.